# San Rafael Petzal
San Rafael Petzal är en kommunhuvudort i Guatemala.   Den ligger i kommunen Municipio de San Rafael Petzal och departementet Departamento de Huehuetenango, i den västra delen av landet, 150 km nordväst om huvudstaden Guatemala City. San Rafael Petzal ligger 1 738 meter över havet och antalet invånare är 1 525.
Terrängen runt San Rafael Petzal är kuperad åt sydväst, men åt nordost är den bergig. Runt San Rafael Petzal är det ganska tätbefolkat, med 155 invånare per kvadratkilometer. Närmaste större samhälle är Ixtahuacán, 11,0 km väster om San Rafael Petzal. I omgivningarna runt San Rafael Petzal växer huvudsakligen savannskog.